# Puchar CEV siatkarek (1998/1999)
Puchar CEV siatkarek 1998/1999 – 19. sezon turnieju rozgrywanego od 1980 roku, organizowanego przez Europejską Konfederację Piłki Siatkowej (CEV) w ramach europejskich pucharów dla żeńskich klubowych zespołów siatkarskich "starego kontynentu".

## Drużyny uczestniczące
- AMVJ Amstelveen
- Mosan Yvoir
- GC Vilacondense
- Dobrinja Sarajewo
- RC Villebon 91
- Vanajan Hämeenlinna
- CV Porcelos Burgos
- KFUM Oslo
- USC Münster
- VC Kanti Schaffhausen
- Luka Bar
- Volley Pétange
- VC Herenthout
- ŽOK Rijeka
- Filathlitikos Saloniki
- Ti-Volley Innsbruck
- Galatasaray SK
- Raanana VBC
- Ala Nun'Álvares
- Apollon Limassol
- Dacia ULPS Pitești
- Studenti Tirana
- Jelovica Tuzla
- Iskra Ługańsk
- RATB Bukareszt
- OK Kaštela
- Kommunalnik Mohylew
- SK UP Ołomuniec
- TVC Amstelveen
- Genève Volley
- Doprastav Bratysława
- CV Albacete
- Awtodor-Mietar Czelabińsk
- ŽOK Novo Mesto
- FK Željezničar
- Uraltransbank Jekaterynburg
- Volley Cats Berlin
- Kovrovschik Brześć
- ATS SW Klagenfurt
- Nim-Se Budapeszt
- Poštar 064 Belgrad
- Niki Aleksandropol
- OK Koper
- SK ZU Žilina
- Dżinestra Odessa
- Klepp VBK
- Teuta Durrës
- Centro Ester Napoli
- Günes Sigorta Stambuł
- Gierre Roma
- Kärcher Herentals
- PTT Mulhouse

## Rozgrywki

### Faza grupowa

#### Grupa A
Tabela
| Lp. | Drużyna           | Pkt | Mecze | Mecze | Mecze | Sety | Sety | Sety  | Małe punkty | Małe punkty | Małe punkty |
| Lp. | Drużyna           | Pkt | M     | W     | P     | wyg. | prz. | ratio | zdob.       | str.        | ratio       |
| --- | ----------------- | --- | ----- | ----- | ----- | ---- | ---- | ----- | ----------- | ----------- | ----------- |
| 1   | AMVJ Amstelveen   | 6   | 3     | 3     | 0     | 9    | 1    | 9.000 | 148         | 62          | 2.387       |
| 2   | Mosan Yvoir       | 5   | 3     | 2     | 1     | 7    | 3    | 2.333 | 127         | 91          | 1.396       |
| 3   | GC Vilacondense   | 4   | 3     | 1     | 2     | 3    | 6    | 0.500 | 87          | 114         | 0.763       |
| 4   | Dobrinja Sarajewo | 3   | 3     | 0     | 3     | 0    | 9    | 0.000 | 40          | 135         | 0.296       |

Wyniki
| Data       | Drużyna 1         | Wynik | Drużyna 2         | Sety                    |
| ---------- | ----------------- | ----- | ----------------- | ----------------------- |
| 27.11.1998 | GC Vilacondense   | 0:3   | AMVJ Amstelveen   | 6:15, 8:15, 7:15        |
| 27.11.1998 | Mosan Yvoir       | 3:0   | Dobrinja Sarajewo | 15:5, 15:1, 15:6        |
|            |                   |       |                   |                         |
| 28.11.1998 | Dobrinja Sarajewo | 0:3   | AMVJ Amstelveen   | 2:15, 1:15, 1:15        |
| 28.11.1998 | GC Vilacondense   | 0:3   | Mosan Yvoir       | 3:15, 6:15, 12:15       |
|            |                   |       |                   |                         |
| 29.11.1998 | Dobrinja Sarajewo | 0:3   | GC Vilacondense   | 6:15, 13:15, 5:15       |
| 29.11.1998 | AMVJ Amstelveen   | 3:1   | Mosan Yvoir       | 15:8, 15:7, 13:15, 15:7 |

#### Grupa B
Tabela
| Lp. | Drużyna             | Pkt | Mecze | Mecze | Mecze | Sety | Sety | Sety  | Małe punkty | Małe punkty | Małe punkty |
| Lp. | Drużyna             | Pkt | M     | W     | P     | wyg. | prz. | ratio | zdob.       | str.        | ratio       |
| --- | ------------------- | --- | ----- | ----- | ----- | ---- | ---- | ----- | ----------- | ----------- | ----------- |
| 1   | RC Villebon 91      | 6   | 3     | 3     | 0     | 9    | 0    | MAX   | 135         | 40          | 3.375       |
| 2   | Vanajan Hämeenlinna | 5   | 3     | 2     | 1     | 6    | 4    | 1.500 | 119         | 107         | 1.112       |
| 3   | CV Porcelos Burgos  | 4   | 3     | 1     | 2     | 4    | 6    | 0.667 | 101         | 109         | 0.927       |
| 4   | KFUM Oslo           | 3   | 3     | 0     | 3     | 0    | 9    | 0.000 | 36          | 135         | 0.267       |

Wyniki
| Data       | Drużyna 1           | Wynik | Drużyna 2           | Sety                     |
| ---------- | ------------------- | ----- | ------------------- | ------------------------ |
| 27.11.1998 | CV Porcelos Burgos  | 3:0   | KFUM Oslo           | 15:2, 15:1, 15:6         |
| 27.11.1998 | RC Villebon 91      | 3:0   | Vanajan Hämeenlinna | 15:8, 15:2, 15:9         |
|            |                     |       |                     |                          |
| 28.11.1998 | CV Porcelos Burgos  | 1:3   | Vanajan Hämeenlinna | 11:15, 9:15, 15:10, 4:15 |
| 28.11.1998 | KFUM Oslo           | 0:3   | RC Villebon 91      | 3:15, 0:15, 1:15         |
|            |                     |       |                     |                          |
| 29.11.1998 | Vanajan Hämeenlinna | 3:0   | KFUM Oslo           | 15:7, 15:8, 15:8         |
| 29.11.1998 | RC Villebon 91      | 3:0   | CV Porcelos Burgos  | 15:6, 15:3, 15:8         |

#### Grupa C
Tabela
| Lp. | Drużyna               | Pkt | Mecze | Mecze | Mecze | Sety | Sety | Sety  | Małe punkty | Małe punkty | Małe punkty |
| Lp. | Drużyna               | Pkt | M     | W     | P     | wyg. | prz. | ratio | zdob.       | str.        | ratio       |
| --- | --------------------- | --- | ----- | ----- | ----- | ---- | ---- | ----- | ----------- | ----------- | ----------- |
| 1   | USC Münster           | 6   | 3     | 3     | 0     | 9    | 2    | 4.500 | 158         | 83          | 1.904       |
| 2   | VC Kanti Schaffhausen | 5   | 3     | 2     | 1     | 8    | 3    | 2.667 | 149         | 96          | 1.552       |
| 3   | Luka Bar              | 4   | 3     | 1     | 2     | 3    | 6    | 0.500 | 89          | 103         | 0.864       |
| 4   | Volley Pétange        | 3   | 3     | 0     | 3     | 0    | 9    | 0.000 | 21          | 135         | 0.156       |

Wyniki
| Data       | Drużyna 1             | Wynik | Drużyna 2             | Sety                            |
| ---------- | --------------------- | ----- | --------------------- | ------------------------------- |
| 27.11.1998 | USC Münster           | 3:0   | Luka Bar              | 15:2, 15:10, 15:9               |
| 27.11.1998 | Volley Pétange        | 0:3   | VC Kanti Schaffhausen | 2:15, 1:15, 2:15                |
|            |                       |       |                       |                                 |
| 28.11.1998 | Volley Pétange        | 0:3   | USC Münster           | 0:15, 1:15, 2:15                |
| 28.11.1998 | VC Kanti Schaffhausen | 3:0   | Luka Bar              | 15:1, 15:12, 15:10              |
|            |                       |       |                       |                                 |
| 29.11.1998 | VC Kanti Schaffhausen | 2:3   | USC Münster           | 15:10, 14:16, 15:12, 6:15, 9:15 |
| 29.11.1998 | Luka Bar              | 3:0   | Volley Pétange        | 15:3, 15:1, 15:9                |

#### Grupa D
Tabela
| Lp. | Drużyna                | Pkt | Mecze | Mecze | Mecze | Sety | Sety | Sety  | Małe punkty | Małe punkty | Małe punkty |
| Lp. | Drużyna                | Pkt | M     | W     | P     | wyg. | prz. | ratio | zdob.       | str.        | ratio       |
| --- | ---------------------- | --- | ----- | ----- | ----- | ---- | ---- | ----- | ----------- | ----------- | ----------- |
| 1   | VC Herenthout          | 6   | 3     | 3     | 0     | 9    | 1    | 9.000 | 145         | 59          | 2.458       |
| 2   | ŽOK Rijeka             | 5   | 3     | 2     | 1     | 7    | 3    | 2.333 | 128         | 96          | 1.333       |
| 3   | Filathlitikos Saloniki | 4   | 3     | 1     | 2     | 3    | 7    | 0.429 | 99          | 133         | 0.744       |
| 4   | Ti-Volley Innsbruck    | 3   | 3     | 0     | 3     | 1    | 9    | 0.111 | 64          | 148         | 0.432       |

Wyniki
| Data       | Drużyna 1              | Wynik | Drużyna 2              | Sety                     |
| ---------- | ---------------------- | ----- | ---------------------- | ------------------------ |
| 27.11.1998 | ŽOK Rijeka             | 1:3   | VC Herenthout          | 6:15, 9:15, 15:10, 8:15  |
| 27.11.1998 | Filathlitikos Saloniki | 1:3   | Ti-Volley Innsbruck    | 8:15, 15:13, 12:15, 8:15 |
|            |                        |       |                        |                          |
| 28.11.1998 | VC Herenthout          | 3:0   | Ti-Volley Innsbruck    | 15:3, 15:0, 15:3         |
| 28.11.1998 | ŽOK Rijeka             | 3:0   | Filathlitikos Saloniki | 15:9, 15:7, 15:10        |
|            |                        |       |                        |                          |
| 29.11.1998 | Filathlitikos Saloniki | 0:3   | VC Herenthout          | 1:15, 8:15, 6:15         |
| 29.11.1998 | Ti-Volley Innsbruck    | 0:3   | ŽOK Rijeka             | 0:15, 12:15, 3:15        |

#### Grupa E
Tabela
| Lp. | Drużyna             | Pkt | Mecze | Mecze | Mecze | Sety | Sety | Sety  | Małe punkty | Małe punkty | Małe punkty |
| Lp. | Drużyna             | Pkt | M     | W     | P     | wyg. | prz. | ratio | zdob.       | str.        | ratio       |
| --- | ------------------- | --- | ----- | ----- | ----- | ---- | ---- | ----- | ----------- | ----------- | ----------- |
| 1   | Galatasaray Stambuł | 6   | 3     | 3     | 0     | 9    | 0    | MAX   | 135         | 32          | 4.219       |
| 2   | Raanana VBC         | 5   | 3     | 2     | 1     | 6    | 3    | 2.000 | 103         | 75          | 1.373       |
| 3   | Ala Nun'Álvares     | 4   | 3     | 1     | 2     | 3    | 7    | 0.429 | 93          | 118         | 0.788       |
| 4   | Apollon Limassol    | 3   | 3     | 0     | 3     | 1    | 9    | 0.111 | 45          | 151         | 0.298       |

Wyniki
| Data       | Drużyna 1           | Wynik | Drużyna 2           | Sety                    |
| ---------- | ------------------- | ----- | ------------------- | ----------------------- |
| 27.11.1998 | Galatasaray Stambuł | 3:0   | Ala Nun'Álvares     | 15:8, 15:7, 15:2        |
| 27.11.1998 | Apollon Limassol    | 0:3   | Raanana VBC         | 3:15, 4:15, 8:15        |
|            |                     |       |                     |                         |
| 28.11.1998 | Galatasaray Stambuł | 3:0   | Apollon Limassol    | 15:1, 15:0, 15:1        |
| 28.11.1998 | Raanana VBC         | 3:0   | Ala Nun'Álvares     | 15:3, 15:7, 15:5        |
|            |                     |       |                     |                         |
| 29.11.1998 | Ala Nun'Álvares     | 3:1   | Apollon Limassol    | 16:17, 15:3, 15:4, 15:4 |
| 29.11.1998 | Raanana VBC         | 0:3   | Galatasaray Stambuł | 2:15, 9:15, 2:15        |

#### Grupa F
Tabela
| Lp. | Drużyna            | Pkt | Mecze | Mecze | Mecze | Sety | Sety | Sety  | Małe punkty | Małe punkty | Małe punkty |
| Lp. | Drużyna            | Pkt | M     | W     | P     | wyg. | prz. | ratio | zdob.       | str.        | ratio       |
| --- | ------------------ | --- | ----- | ----- | ----- | ---- | ---- | ----- | ----------- | ----------- | ----------- |
| 1   | Dacia ULPS Pitești | 4   | 2     | 2     | 0     | 6    | 0    | MAX   | 90          | 37          | 2.432       |
| 2   | Studenti Tirana    | 3   | 2     | 1     | 1     | 3    | 3    | 1.000 | 59          | 65          | 0.908       |
| 3   | Jelovica Tuzla     | 2   | 2     | 0     | 2     | 0    | 6    | 0.000 | 43          | 90          | 0.478       |

Wyniki
| Data       | Drużyna 1          | Wynik | Drużyna 2          | Sety              |
| ---------- | ------------------ | ----- | ------------------ | ----------------- |
| 27.11.1998 | Jelovica Tuzla     | 0:3   | Studenti Tirana    | 11:15, 5:15, 4:15 |
| 27.11.1998 | Studenti Tirana    | 0:3   | Dacia ULPS Pitești | 10:15, 0:15, 4:15 |
| 29.11.1998 | Dacia ULPS Pitești | 3:0   | Jelovica Tuzla     | 15:9, 15:7, 15:7  |

#### Grupa G
Tabela
| Lp. | Drużyna             | Pkt | Mecze | Mecze | Mecze | Sety | Sety | Sety  | Małe punkty | Małe punkty | Małe punkty |
| Lp. | Drużyna             | Pkt | M     | W     | P     | wyg. | prz. | ratio | zdob.       | str.        | ratio       |
| --- | ------------------- | --- | ----- | ----- | ----- | ---- | ---- | ----- | ----------- | ----------- | ----------- |
| 1   | Iskra Ługańsk       | 6   | 3     | 3     | 0     | 9    | 0    | MAX   | 135         | 53          | 2.547       |
| 2   | RATB Bukareszt      | 5   | 3     | 2     | 1     | 6    | 4    | 1.500 | 123         | 113         | 1.088       |
| 3   | OK Kaštela          | 4   | 3     | 1     | 2     | 4    | 7    | 0.571 | 115         | 149         | 0.772       |
| 4   | Kommunalnik Mohylew | 3   | 3     | 0     | 3     | 1    | 9    | 0.111 | 93          | 151         | 0.616       |

Wyniki
| Data       | Drużyna 1           | Wynik | Drużyna 2           | Sety                      |
| ---------- | ------------------- | ----- | ------------------- | ------------------------- |
| 27.11.1998 | RATB Bukareszt      | 0:3   | Iskra Ługańsk       | 9:15, 1:15, 12:15         |
| 27.11.1998 | OK Kaštela          | 3:1   | Kommunalnik Mohylew | 15:12, 15:11, 16:17, 15:8 |
|            |                     |       |                     |                           |
| 28.11.1998 | RATB Bukareszt      | 3:0   | Kommunalnik Mohylew | 15:9, 15:10, 15:12        |
| 28.11.1998 | Iskra Ługańsk       | 3:0   | OK Kaštela          | 15:9, 15:4, 15:4          |
|            |                     |       |                     |                           |
| 29.11.1998 | Kommunalnik Mohylew | 0:3   | Iskra Ługańsk       | 7:15, 1:15, 6:15          |
| 29.11.1998 | OK Kaštela          | 1:3   | RATB Bukareszt      | 15:11, 12:15, 1:15, 9:15  |

#### Grupa H
Tabela
| Lp. | Drużyna              | Pkt | Mecze | Mecze | Mecze | Sety | Sety | Sety  | Małe punkty | Małe punkty | Małe punkty |
| Lp. | Drużyna              | Pkt | M     | W     | P     | wyg. | prz. | ratio | zdob.       | str.        | ratio       |
| --- | -------------------- | --- | ----- | ----- | ----- | ---- | ---- | ----- | ----------- | ----------- | ----------- |
| 1   | SK UP Ołomuniec      | 6   | 3     | 3     | 0     | 9    | 2    | 4.500 | 151         | 100         | 1.510       |
| 2   | TVC Amstelveen       | 5   | 3     | 2     | 1     | 8    | 3    | 2.667 | 149         | 106         | 1.406       |
| 3   | Genève Volley        | 4   | 3     | 1     | 2     | 3    | 8    | 0.375 | 116         | 157         | 0.739       |
| 4   | Doprastav Bratysława | 3   | 3     | 0     | 3     | 2    | 9    | 0.222 | 105         | 158         | 0.665       |

Wyniki
| Data       | Drużyna 1            | Wynik | Drużyna 2            | Sety                             |
| ---------- | -------------------- | ----- | -------------------- | -------------------------------- |
| 27.11.1998 | Genève Volley        | 3:2   | Doprastav Bratysława | 15:12, 15:11, 16:17, 7:15, 15:12 |
| 27.11.1998 | SK UP Ołomuniec      | 3:2   | TVC Amstelveen       | 7:15, 15:6, 15:10, 9:15, 15:13   |
|            |                      |       |                      |                                  |
| 28.11.1998 | TVC Amstelveen       | 3:0   | Doprastav Bratysława | 15:4, 15:13, 15:5                |
| 28.11.1998 | SK UP Ołomuniec      | 3:0   | Genève Volley        | 15:8, 15:10, 15:7                |
|            |                      |       |                      |                                  |
| 29.11.1998 | Genève Volley        | 0:3   | TVC Amstelveen       | 6:15, 6:15, 11:15                |
| 29.11.1998 | Doprastav Bratysława | 0:3   | SK UP Ołomuniec      | 5:15, 3:15, 8:15                 |

#### Grupa I
Tabela
| Lp. | Drużyna        | Pkt | Mecze | Mecze | Mecze | Sety | Sety | Sety  | Małe punkty | Małe punkty | Małe punkty |
| Lp. | Drużyna        | Pkt | M     | W     | P     | wyg. | prz. | ratio | zdob.       | str.        | ratio       |
| --- | -------------- | --- | ----- | ----- | ----- | ---- | ---- | ----- | ----------- | ----------- | ----------- |
| 1   | CV Albacete    | 6   | 3     | 3     | 0     | 9    | 4    | 2.250 | 179         | 144         | 1.243       |
| 2   | AM Czelabińsk  | 5   | 3     | 2     | 1     | 8    | 3    | 2.667 | 152         | 95          | 1.600       |
| 3   | ŽOK Novo Mesto | 4   | 3     | 1     | 2     | 5    | 6    | 0.833 | 125         | 116         | 1.078       |
| 4   | FK Željezničar | 3   | 3     | 0     | 3     | 0    | 9    | 0.000 | 35          | 136         | 0.257       |

Wyniki
| Data       | Drużyna 1         | Wynik | Drużyna 2      | Sety                            |
| ---------- | ----------------- | ----- | -------------- | ------------------------------- |
| 27.11.1998 | CV Albacete       | 3:2   | AM Czelabińsk  | 15:12, 14:16, 8:15, 15:11, 15:8 |
| 27.11.1998 | ŽOK Novo Mesto    | 3:0   | FK Željezničar | 15:1, 15:3, 15:1                |
|            |                   |       |                |                                 |
| 28.11.1998 | AM Czelabińsk     | 3:0   | FK Željezničar | 15:2, 15:2, 15:7                |
| 28.11.1998 | CV Albacete       | 3:2   | ŽOK Novo Mesto | 8:15, 15:7, 12:15, 16:14, 15:12 |
|            |                   |       |                |                                 |
| 29.11.1998 | Dobrinja Sarajewo | 0:3   | CV Albacete    | 2:15, 3:15, 14:16               |
| 29.11.1998 | ŽOK Novo Mesto    | 0:3   | AM Czelabińsk  | 7:15, 9:15, 1:15                |

#### Grupa J
Tabela
| Lp. | Drużyna                     | Pkt | Mecze | Mecze | Mecze | Sety | Sety | Sety  | Małe punkty | Małe punkty | Małe punkty |
| Lp. | Drużyna                     | Pkt | M     | W     | P     | wyg. | prz. | ratio | zdob.       | str.        | ratio       |
| --- | --------------------------- | --- | ----- | ----- | ----- | ---- | ---- | ----- | ----------- | ----------- | ----------- |
| 1   | Uraltransbank Jekaterynburg | 6   | 3     | 3     | 0     | 9    | 1    | 9.000 | 143         | 49          | 2.918       |
| 2   | Volley Cats Berlin          | 5   | 3     | 2     | 1     | 6    | 4    | 1.500 | 123         | 114         | 1.079       |
| 3   | Kovrovschik Brześć          | 4   | 3     | 1     | 2     | 5    | 6    | 0.833 | 117         | 139         | 0.842       |
| 4   | ATS SW Klagenfurt           | 3   | 3     | 0     | 3     | 0    | 9    | 0.000 | 54          | 135         | 0.400       |

Wyniki
| Data       | Drużyna 1                   | Wynik | Drużyna 2                   | Sety                       |
| ---------- | --------------------------- | ----- | --------------------------- | -------------------------- |
| 27.11.1998 | ATS SW Klagenfurt           | 0:3   | Volley Cats Berlin          | 9:15, 2:15, 10:15          |
| 27.11.1998 | Kovrovschik Brześć          | 1:3   | Uraltransbank Jekaterynburg | 1:15, 15:8, 2:15, 6:15     |
|            |                             |       |                             |                            |
| 28.11.1998 | Volley Cats Berlin          | 0:3   | Uraltransbank Jekaterynburg | 9:15, 4:15, 6:15           |
| 28.11.1998 | Kovrovschik Brześć          | 3:0   | ATS SW Klagenfurt           | 15:9, 15:10, 15:8          |
|            |                             |       |                             |                            |
| 29.11.1998 | Uraltransbank Jekaterynburg | 3:0   | ATS SW Klagenfurt           | 15:0, 15:0, 15:6           |
| 29.11.1998 | Volley Cats Berlin          | 3:1   | Kovrovschik Brześć          | 14:16, 15:10, 15:11, 15:11 |

#### Grupa K
Tabela
| Lp. | Drużyna            | Pkt | Mecze | Mecze | Mecze | Sety | Sety | Sety  | Małe punkty | Małe punkty | Małe punkty |
| Lp. | Drużyna            | Pkt | M     | W     | P     | wyg. | prz. | ratio | zdob.       | str.        | ratio       |
| --- | ------------------ | --- | ----- | ----- | ----- | ---- | ---- | ----- | ----------- | ----------- | ----------- |
| 1   | Nim-Se Budapeszt   | 6   | 3     | 3     | 0     | 9    | 2    | 4.500 | 151         | 102         | 1.480       |
| 2   | Poštar Belgrad     | 5   | 3     | 2     | 1     | 8    | 3    | 2.667 | 154         | 115         | 1.339       |
| 3   | Niki Aleksandropol | 4   | 3     | 1     | 2     | 3    | 6    | 0.500 | 96          | 124         | 0.774       |
| 4   | OK Koper           | 3   | 3     | 0     | 3     | 0    | 9    | 0.000 | 75          | 135         | 0.556       |

Wyniki
| Data       | Drużyna 1          | Wynik | Drużyna 2          | Sety                            |
| ---------- | ------------------ | ----- | ------------------ | ------------------------------- |
| 27.11.1998 | Poštar Belgrad     | 3:0   | Niki Aleksandropol | 17:15, 15:2, 16:14              |
| 27.11.1998 | Nim-Se Budapeszt   | 3:0   | Se Budapest Nim    | 15:6, 15:8, 15:7                |
|            |                    |       |                    |                                 |
| 28.11.1998 | OK Koper           | 0:3   | Niki Aleksandropol | 9:15, 9:15, 13:15               |
| 28.11.1998 | Nim-Se Budapeszt   | 3:2   | Poštar Belgrad     | 15:8, 15:12, 13:15, 3:15, 15:11 |
|            |                    |       |                    |                                 |
| 29.11.1998 | Poštar Belgrad     | 3:0   | OK Koper           | 15:3, 15:9, 15:11               |
| 29.11.1998 | Niki Aleksandropol | 0:3   | Nim-Se Budapeszt   | 7:15, 9:15, 4:15                |

#### Grupa L
Tabela
| Lp. | Drużyna          | Pkt | Mecze | Mecze | Mecze | Sety | Sety | Sety  | Małe punkty | Małe punkty | Małe punkty |
| Lp. | Drużyna          | Pkt | M     | W     | P     | wyg. | prz. | ratio | zdob.       | str.        | ratio       |
| --- | ---------------- | --- | ----- | ----- | ----- | ---- | ---- | ----- | ----------- | ----------- | ----------- |
| 1   | SK ZU Žilina     | 6   | 3     | 3     | 0     | 9    | 0    | MAX   | 135         | 36          | 3.750       |
| 2   | Dżinestra Odessa | 5   | 3     | 2     | 1     | 6    | 3    | 2.000 | 106         | 77          | 1.377       |
| 3   | Klepp VBK        | 4   | 3     | 1     | 2     | 3    | 7    | 0.429 | 94          | 128         | 0.734       |
| 4   | Teuta Durrës     | 3   | 3     | 0     | 3     | 1    | 9    | 0.111 | 55          | 149         | 0.369       |

Wyniki
| Data       | Drużyna 1        | Wynik | Drużyna 2        | Sety                     |
| ---------- | ---------------- | ----- | ---------------- | ------------------------ |
| 27.11.1998 | Teuta Durrës     | 1:3   | Klepp VBK        | 6:15, 16:14, 12:15, 4:15 |
| 27.11.1998 | SK ZU Žilina     | 3:0   | Dżinestra Odessa | 15:5, 15:5, 15:6         |
|            |                  |       |                  |                          |
| 28.11.1998 | Dżinestra Odessa | 3:0   | Klepp VBK        | 15:5, 15:5, 15:11        |
| 28.11.1998 | SK ZU Žilina     | 3:0   | Teuta Durrës     | 15:3, 15:0, 15:3         |
|            |                  |       |                  |                          |
| 29.11.1998 | Dżinestra Odessa | 3:0   | Teuta Durrës     | 15:1, 15:10, 15:0        |
| 29.11.1998 | Klepp VBK        | 0:3   | SK ZU Žilina     | 5:15, 4:15, 5:15         |

### 1/8 finału
| Data       | Drużyna 1                   | Wynik | Drużyna 2                | Sety                              |
| ---------- | --------------------------- | ----- | ------------------------ | --------------------------------- |
| 19.01.1999 | SK ZU Žilina                | 0:3   | Centro Ester Napoli      | 11:25, 21:25, 13:25               |
| 21.01.1999 | SK ZU Žilina                | 0:3   | Centro Ester Napoli      | 19:25, 11:25, 12:25               |
| 13.01.1999 | Nim-Se Budapeszt            | 3:2   | Galatasaray Stambuł      | 25:19, 23:25, 25:27, 25:20, 15:6  |
| 20.01.1999 | Nim-Se Budapeszt            | 3:2   | Galatasaray Stambuł      | 15:25, 25:22, 25:17, 24:26, 16:14 |
| 13.01.1999 | SK UP Ołomuniec             | 1:3   | Iskra Ługańsk            | 17:25, 25:15, 21:25, 15:25        |
| 20.01.1999 | SK UP Ołomuniec             | 0:3   | Iskra Ługańsk            | 12:25, 15:25, 15:25               |
| 13.01.1999 | Günes Sigorta Stambuł       | 3:0   | Versatel/AMVJ Amstelveen | 25:18, 25:17, 25:18               |
| 21.01.1999 | Günes Sigorta Stambuł       | 3:0   | Versatel/AMVJ Amstelveen | 25:18, 25:16, 25:19               |
| 19.01.1999 | Uraltransbank Jekaterynburg | 3:0   | CV Albacete              | 25:23, 25:21, 25:21               |
| 21.01.1999 | Uraltransbank Jekaterynburg | 3:1   | CV Albacete              | 25:18, 25:7, 25:27, 25:18         |
| 14.01.1999 | Gierre Roma                 | 3:0   | RC Villebon 91           | 25:22, 25:19, 28:26               |
| 20.01.1999 | Gierre Roma                 | 3:2   | RC Villebon 91           | 16:25, 28:26, 25:17, 22:25, 15:13 |
| 13.01.1999 | Kärcher Herentals           | 3:0   | PTT Mulhouse             | 25:22, 25:22, 25:23               |
| 20.01.1999 | Kärcher Herentals           | 3:0   | PTT Mulhouse             | 25:21, 25:18, 25:19               |
| 13.01.1999 | Dacia ULPS Pitești          | 3:2   | USC Münster              | 25:27, 25:20, 25:23, 18:25, 15:9  |
| 20.01.1999 | Dacia ULPS Pitești          | 0:3   | USC Münster              | 15:25, 21:25, 17:25               |

### 1/4 finału
| Data       | Drużyna 1             | Wynik | Drużyna 2                   | Sety                              |
| ---------- | --------------------- | ----- | --------------------------- | --------------------------------- |
| 17.02.1999 | Nim-Se Budapeszt      | 0:3   | Centro Ester Napoli         | 18:25, 15:25, 20:25               |
| 18.02.1999 | Nim-Se Budapeszt      | 0:3   | Centro Ester Napoli         | 17:25, 13:25, 19:25               |
| 11.02.1999 | Günes Sigorta Stambuł | 1:3   | Iskra Ługańsk               | 21:25, 25:18, 22:25, 19:25        |
| 18.02.1999 | Günes Sigorta Stambuł | 3:2   | Iskra Ługańsk               | 25:18, 13:25, 16:25, 25:22, 15:10 |
| 11.02.1999 | Gierre Roma           | 3:2   | Uraltransbank Jekaterynburg | 24:26, 25:23, 25:21, 25:27, 15:12 |
| 16.02.1999 | Gierre Roma           | 0:3   | Uraltransbank Jekaterynburg | walkower                          |
| 10.02.1999 | USC Münster           | 1:3   | Kärcher Herentals           | 16:25, 25:20, 23:25, 26:28        |
| 17.02.1999 | USC Münster           | 1:3   | Kärcher Herentals           | 24:26, 18:25, 25:17, 19:25        |

### Turniej finałowy
Neapol

#### Półfinał
| Data       | Drużyna 1           | Wynik | Drużyna 2                   | Sety                       |
| ---------- | ------------------- | ----- | --------------------------- | -------------------------- |
| 20.03.1999 | Centro Ester Napoli | 3:0   | Uraltransbank Jekaterynburg | 25:14, 25:22, 25:21        |
| 20.03.1999 | Iskra Ługańsk       | 3:1   | Karcher Herentals           | 25:13, 25:17, 24:26, 25:19 |

#### Mecz o 3. miejsce
| Data       | Drużyna 1                   | Wynik | Drużyna 2         | Sety                       |
| ---------- | --------------------------- | ----- | ----------------- | -------------------------- |
| 21.03.1999 | Uraltransbank Jekaterynburg | 3:1   | Karcher Herentals | 25:15, 25:22, 21:25, 25:22 |

#### Finał
| Data       | Drużyna 1           | Wynik | Drużyna 2     | Sety                |
| ---------- | ------------------- | ----- | ------------- | ------------------- |
| 21.03.1999 | Centro Ester Napoli | 3:0   | Iskra Ługańsk | 25:16, 25:17, 25:19 |

## Klasyfikacja końcowa
| Miejsce | Drużyna                     |
| ------- | --------------------------- |
| złoto   | Centro Ester Napoli         |
| srebro  | Iskra Ługańsk               |
| brąz    | Uraltransbank Jekaterynburg |
| 4.      | Kärcher Herentals           |